# Aalliyah Francis
Aalliyah Francis (5 de mayo de 2002) es una deportista de Jamaica que compite en atletismo. Ganó una medalla de plata en el Campeonato Mundial de Atletismo Sub-20 de 2021, en la prueba de 4 × 400 m.